# London Eye

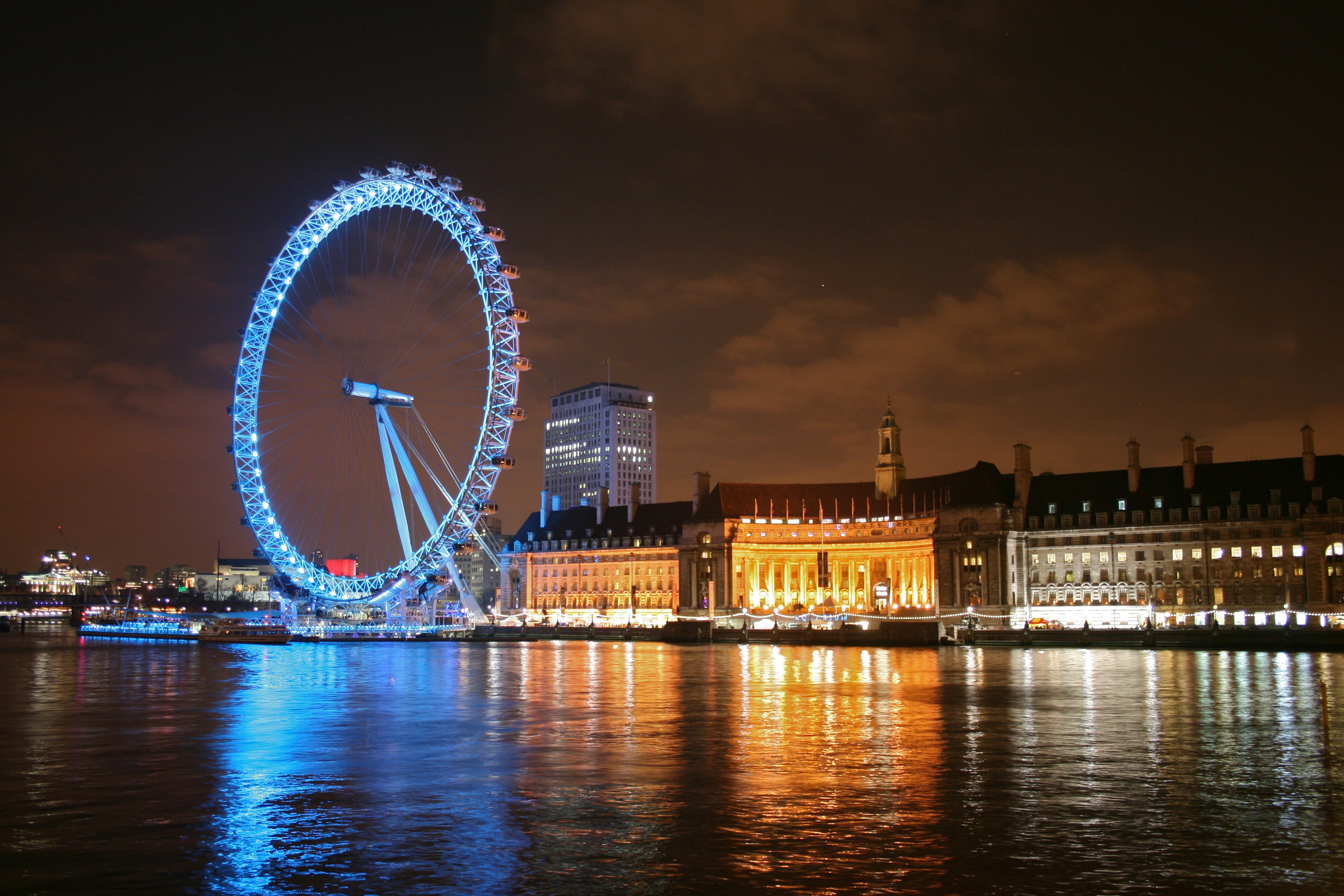
La nuit

London Eye (« l'œil de Londres »), également surnommé Millennium Wheel (« la roue du millénaire »), est une grande roue mise en place à Londres pour les festivités de l'an 2000, au même moment que le Dôme du Millénaire de Greenwich. Elle est l'une des attractions touristiques d'Europe à avoir été distinguée par un Thea Award, décerné par la Themed Entertainment Association.

## Histoire
Elle s'est d'abord appelée British Airways London Eye, puis Merlin Entertainments London Eye, ensuite EDF Energy London Eye à partir du 20 janvier 2011, à la suite d'un partenariat de trois ans avec EDF Energy en tant que commanditaire, entre la mi-janvier 2015, et début 2020, The Coca-Cola London Eye. Enfin, depuis fin janvier 2020, elle est devenue London Eye. 
La Millennium Wheel fut d'abord construite à plat, sur la Tamise. Les ingénieurs sous-estimèrent la force nécessaire pour la soulever et la mettre en place, à la verticale. Il fallut donc plusieurs grues, et un effort de plusieurs jours, pour pouvoir finalement la hisser (d'ailleurs, la première tentative se solda par un échec : certains câbles s'étaient rompus). Les architectes sont David Marks, Julia Barfield, Malcolm Cook, Mark Sparrowhawk, Steven Chilton et Nic Bailey.
En juillet 2002, 8,5 millions de personnes avaient pris place à bord. À ce même moment, Lambeth Council accepta les plans pour faire de la roue une attraction permanente malgré la conjoncture économique difficile.
Depuis le 1er janvier 2005, l'Eye est le point central des célébrations de la nouvelle année de Londres, avec le compte à rebours de 10 minutes qui s'affiche impliquant des feux d'artifice tirés de la roue elle-même.
En 2006, le groupe Tussauds a racheté les parts des deux autres propriétaires individuels, British Airways et la famille de la marque Barfield (les architectes principaux). Après l'achat du Merlin Entertainments par le groupe Tussauds en 2007, ils sont devenus propriétaires à part entière du London Eye. British Airways a continué son association de marque, mais dès le début de 2008, le nom « British Airways » a été abandonné du logo.
Le 5 juin 2008, il a été annoncé que 30 millions de personnes avaient parcouru le London Eye depuis son ouverture en mars 2000.
Le 12 août 2009, le London Eye a vu une autre marque, cette fois, qualifiant de The Merlin Entertainments London Eye pour afficher la propriété des Merlin Entertainments. Un nouveau logo a été conçu pour l'attraction – cette fois prenant la forme réelle d'un œil avec, en son centre, les monuments célèbres de Londres. C'est également à ce moment que le nouveau spectacle pré-vol Merlin Entertainments London Eye 4D experience a été lancé sous la billetterie dans l’hôtel de ville.
Le 9 mars 2010, le London Eye a marqué son 10e anniversaire.
Au cours du processus d'appel des Jeux olympiques de 2012, les organisateurs de soumission de Londres ont annoncé que l'emblème olympique serait rattaché à la grande roue pendant la durée des Jeux olympiques d'été de 2012.

## Design et conception

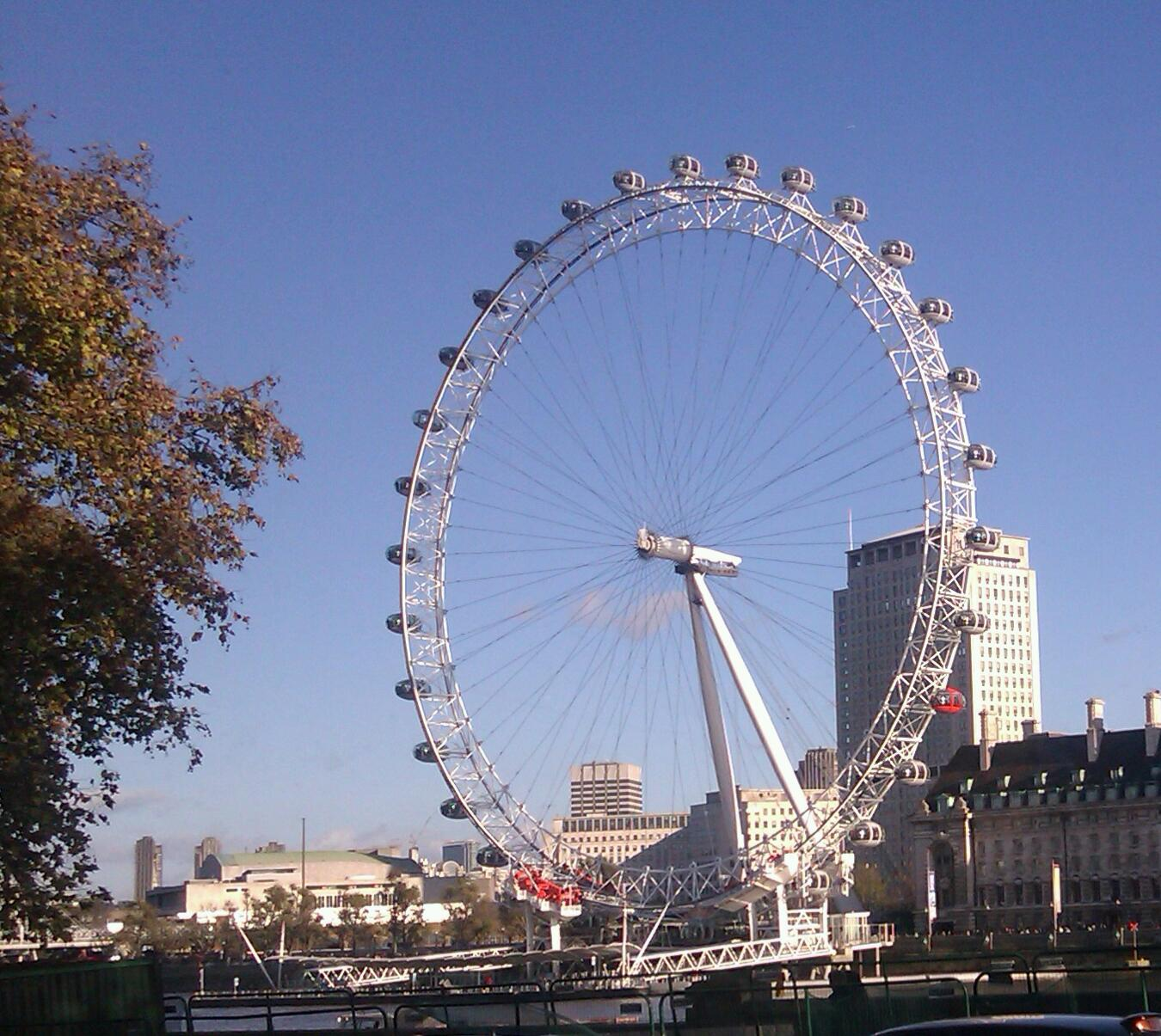
London Eye vue depuis Victoria Embankment.

La roue porte 32 cabines de passagers, étanches et climatisées, rattachés à sa circonférence externe, chaque cabine représente un des arrondissements de Londres. Cependant, les cabines sont numérotées de 1 à 33, omettant 13 pour les raisons de superstition. Les capsules font 10 tonnes chacune et chaque cabine peut contenir 25 personnes, bien que des sièges soient présents, les passagers sont libres de marcher à l'intérieur de la capsule. La roue tourne à 26 cm par seconde (environ 0,9 km/h afin qu'une rotation dure environ 24 min 30 s. La roue ne s'arrête habituellement pas pour prendre les passagers ; la vitesse de rotation est assez lente pour permettre aux passagers d'entrer et de sortir des cabines sans danger. Elle sera, cependant, arrêtée pour permettre aux personnes handicapées ou âgées d'embarquer et de débarquer en toute sécurité,,.
Le rebord du eye est soutenu par des « rayons » et ressemble à une roue de vélo énorme. L'éclairage pour le London Eye a été refait avec des éclairage DEL en décembre 2006 afin de permettre le contrôle numérique des lumières plutôt que le remplacement manuel des tubes fluorescents.
La roue a été conçue par les architectes Frank Anatole, Nic Bailey, Steven Chilton, Malcolm Cook, Mark Sparrowhawk, Julia Barfield et David Marks.
Mace, une compagnie européenne, était responsable de la construction, avec Hollandia comme sous-traitant pour les constructions métalliques et Douglas Tilbury (maintenant appelé Interserve) en tant qu'entrepreneur civil. Le groupe ingénieurs-conseils Tony Gee & partenaires conçut les travaux de fondations, tandis que Beckett Rankine conçut les travaux maritimes.[réf. nécessaire]
La roue a été construite en sections qui ont flotté jusqu'à la Tamise sur des barges et assemblés à plat sur des plates-formes empilées sur la rivière. Une fois la roue complète, elle fut érigée en position verticale par un système de cric strand jack, à 2 degrés par heure jusqu'à ce qu'elle atteigne 65 degrés. Il a été laissé dans cette position pendant une semaine, alors que les ingénieurs se préparaient pour la deuxième phase de l’ascension. La roue contient environ 1 870 tonnes d'acier. Le projet était européen avec des composants majeurs venant de six pays : l'acier a été fourni par le Royaume-Uni et fabriqué aux Pays-Bas par la compagnie néerlandaise Hollandia, les câbles sont venus d'Italie, les roulements sont arrivés d'Allemagne, conçus par FAG/Schaeffler Group, les arbres de rotation et les moyeux ont été coulés en République tchèque, les capsules ont été faites par Poma en France (et le verre pour celles-ci vient d'Italie) et les composantes électriques du Royaume-Uni.

NLP a également planifié et énuméré les applications de consentement pour la conservation permanente de l'attraction au nom de la London Eye Company.
 Cela a impliqué la coordination d'une déclaration environnementale et la production d'une déclaration de soutien planificatif décrivant en détail les raisons de son maintien.

## Accès
Le London Eye se trouve proche de la gare et de la station de métro de Waterloo. Les stations de Embankment et Westminster ne se trouvent pas loin aussi.

Vue panoramique de Londres à partir du London Eye, avec le palais de Westminster et Big Ben à gauche, au centre ; la gare de Charing Cross et la gare de Waterloo à droite.

## Galerie

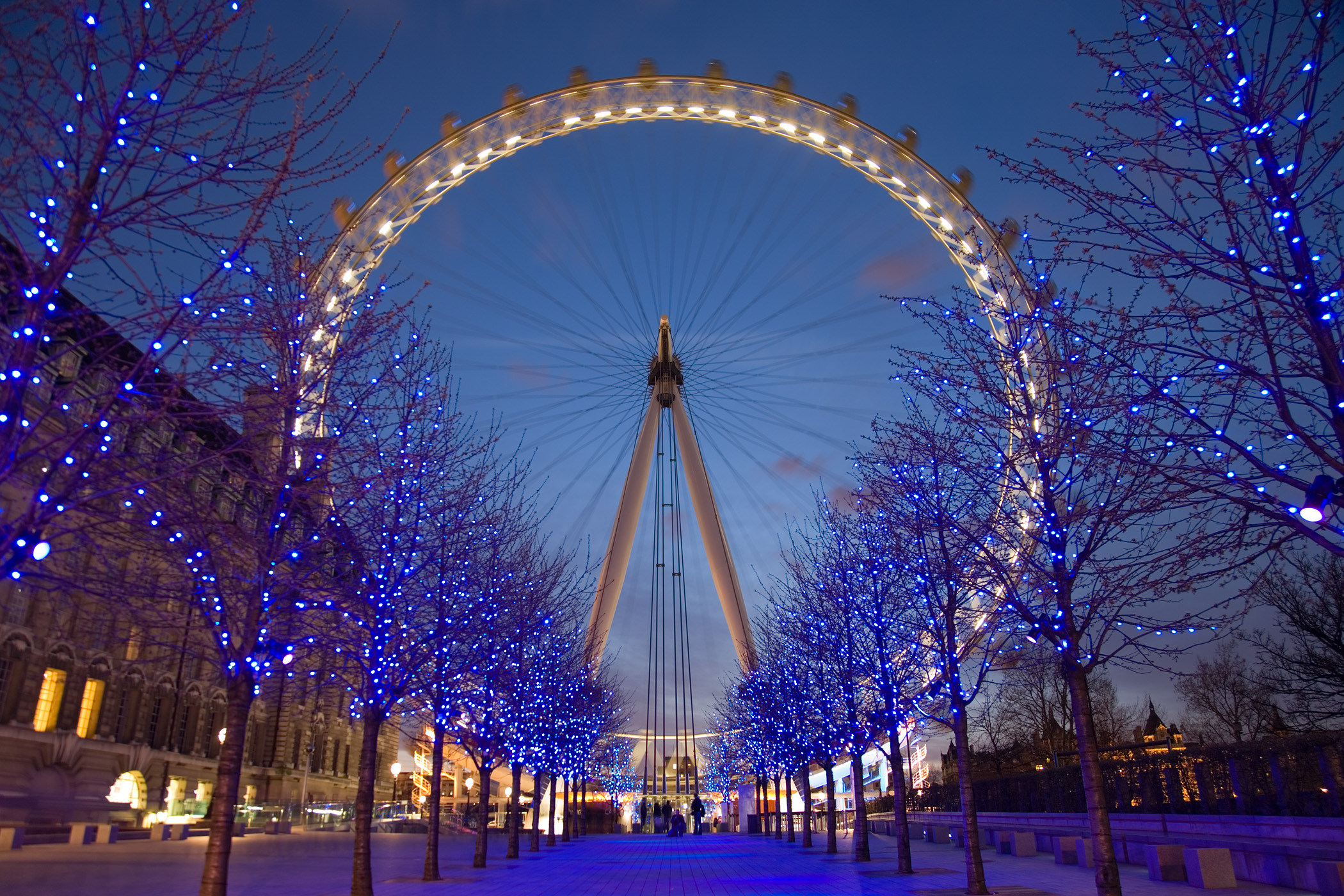
Au crépuscule

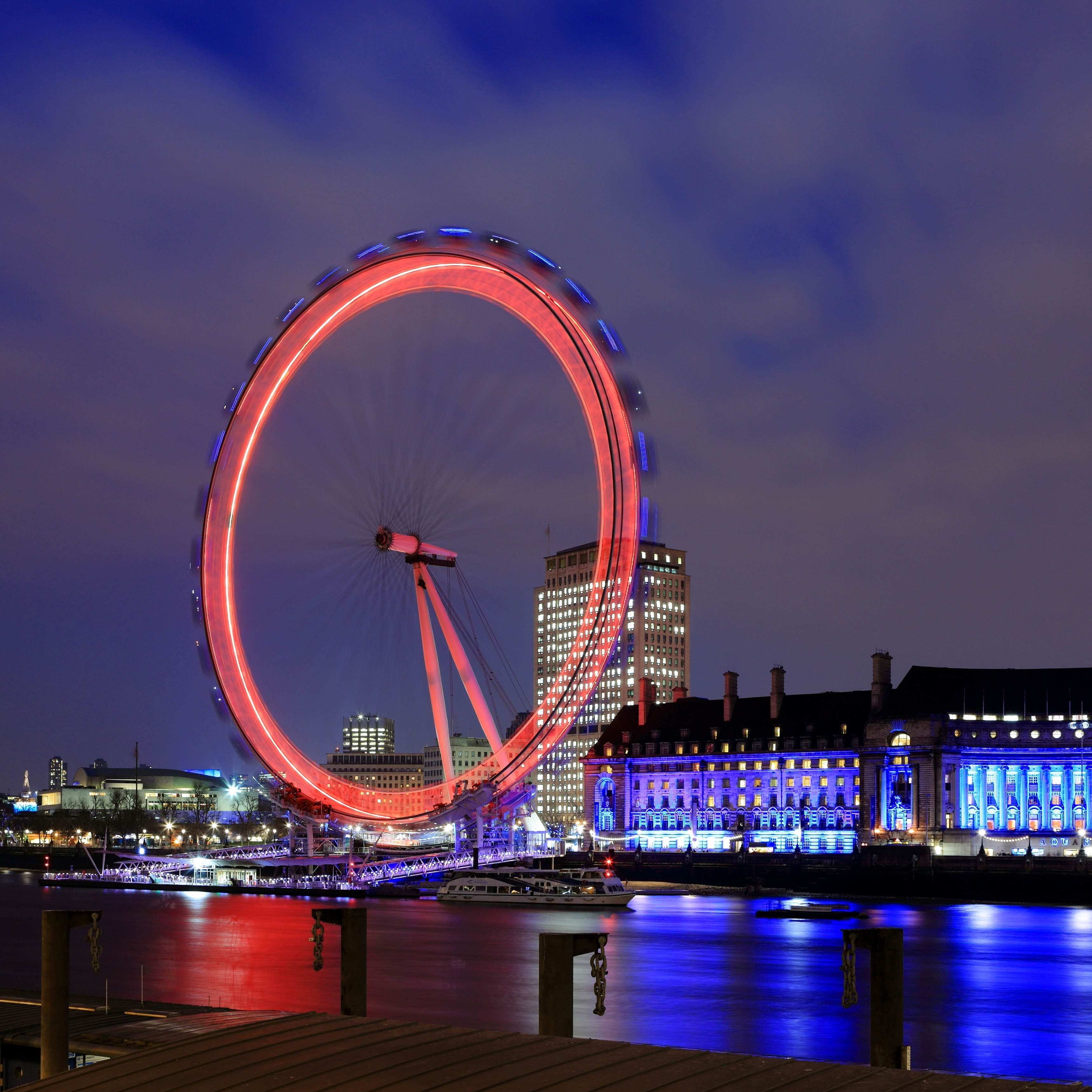
Le London Eye la nuit.
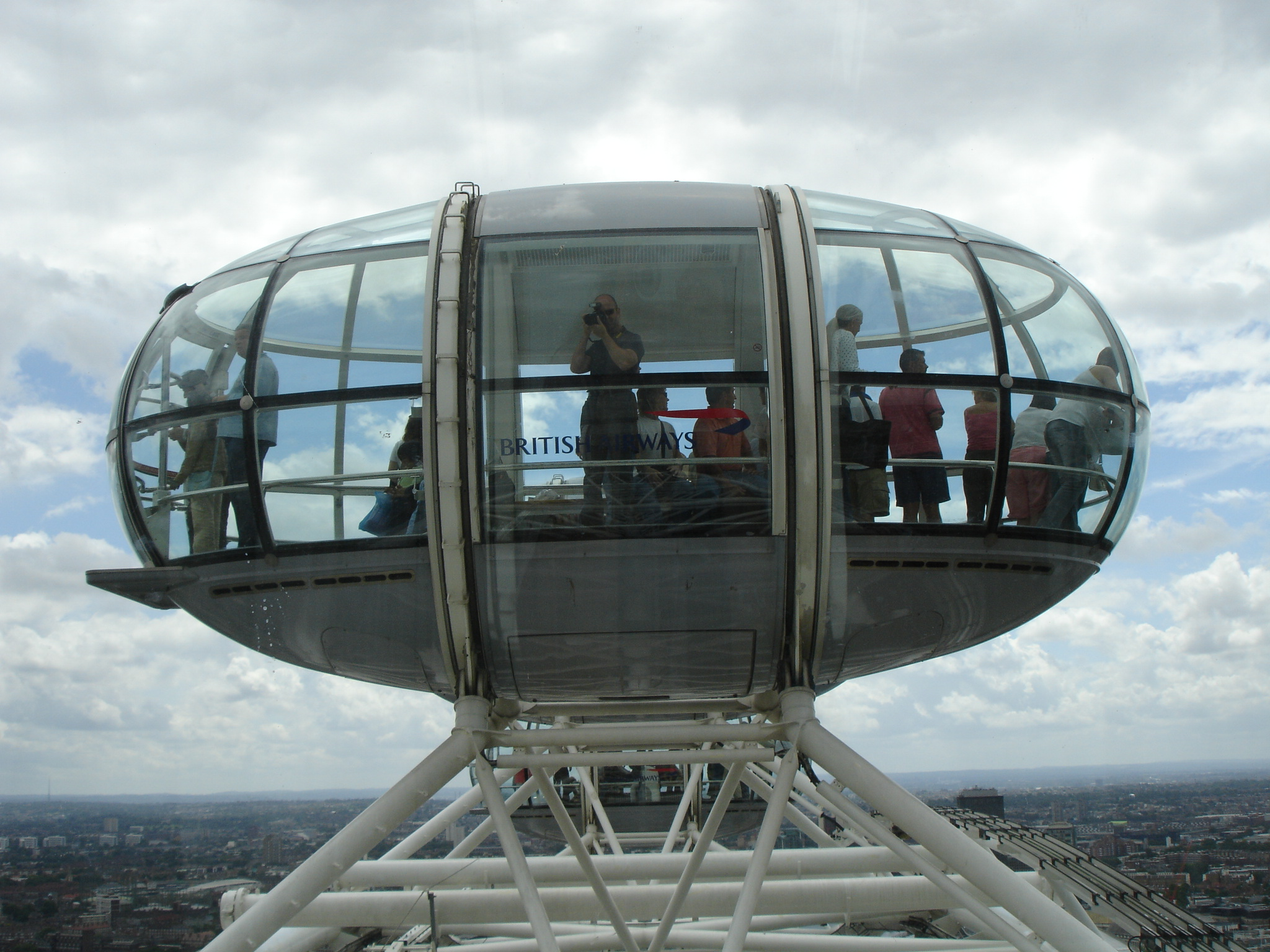
Une des capsules du London Eye.